# Relais 4 × 400 mètres masculin aux Jeux olympiques d'été de 2004
Navigation
Sydney 2000 Pékin 2008
L'épreuve du relais 4 × 400 mètres masculin aux Jeux olympiques de 2004 s'est déroulée les 27 et 28 août 2004 au Stade olympique d'Athènes, en Grèce. Elle est remportée par l'équipe des États-Unis (Otis Harris, Derrick Brew, Jeremy Wariner et Darold Williamson).

## Résultats

### Finale
| Rang                                | Couloir | Athlètes        | Pays                                                                | Temps   |    |
| ----------------------------------- | ------- | --------------- | ------------------------------------------------------------------- | ------- | -- |
| Médaille d'or, Jeux olympiques      | 4       | États-Unis      | Otis Harris, Derrick Brew, Jeremy Wariner, Darold Williamson        | 2:55.91 | SB |
| Médaille d'argent, Jeux olympiques  | 1       | Australie       | John Steffensen, Mark Ormrod, Patrick Dwyer, Clinton Hill           | 3:00.60 | SB |
| Médaille de bronze, Jeux olympiques | 3       | Nigeria         | James Godday, Musa Audu, Saul Weigopwa, Enefiok Udo-Obong           | 3:00.90 | SB |
| 4                                   | 6       | Japon           | Yūki Yamaguchi, Jun Osakada, Tomohiro Ito, Mitsuhiro Sato           | 3:00.99 | SB |
| 5                                   | 5       | Grande-Bretagne | Timothy Benjamin, Sean Baldock, Malachi Davis, Matthew Elias        | 3:01.07 | SB |
| 6                                   | 7       | Bahamas         | Nathaniel McKinney, Aaron Cleare, Andrae Williams, Chris Brown      | 3:01.88 |    |
| 7                                   | 8       | Allemagne       | Ingo Schultz, Kamghe Gaba, Ruwen Faller, Bastian Swillims           | 3:02.22 |    |
| 8                                   | 2       | Botswana        | Johnson Kubisa, California Molefe, Gaolesiela Salang, Kagiso Kilego | 3:02.49 | SB |

### Séries
Les 3 premiers de chaque série (Q) et les deux meilleurs temps des non qualifiés directs (q) se qualifient pour la finale.

#### Série 1
| Rang | Couloir | Pays            | Athlètes                                                                      | Temps   | Note  |
| ---- | ------- | --------------- | ----------------------------------------------------------------------------- | ------- | ----- |
| 1    | 6       | Grande-Bretagne | Timothy Benjamin, Sean Baldock, Malachi Davis, Matthew Elias                  | 3:02.40 | Q, SB |
| 2    | 5       | Japon           | Yūki Yamaguchi, Jun Osakada, Tomohiro Ito, Mitsuhiro Sato                     | 3:02.71 | Q     |
| 3    | 2       | Allemagne       | Ingo Schultz, Kamghe Gaba, Ruwen Faller, Bastian Swillims                     | 3:02.77 | Q     |
| 4    | 8       | Australie       | John Steffensen, Clinton Hill, Patrick Dwyer, Mark Ormrod                     | 3:03.06 | q     |
| 5    | 1       | Botswana        | Oganeditse Moseki, Johnson Kubisa, California Molefe, Kagiso Kilego           | 3:03.32 | q, SB |
| 6    | 7       | Grèce           | Stilianos Dimotsios, Anastásios Goúsis, Panagiotis Sarris, Periklís Iakovákis | 3:04.27 | SB    |
| 7    | 4       | France          | Ahmed Douhou, Ibrahima Wade, Abderrahim El Haouzy, Leslie Djhone              | 3:04.39 |       |
|      | 3       | Jamaïque        | Michael Campbell, Michael Blackwood, Jermaine Gonzales, Davian Clarke         | DQ      |       |

#### Série 2
| Rang | Couloir | Pays           | Athlètes                                                                 | Temps   | Note  |
| ---- | ------- | -------------- | ------------------------------------------------------------------------ | ------- | ----- |
| 1    | 6       | États-Unis     | Kelly Willie, Derrick Brew, Andrew Rock, Darold Williamson               | 2:59.30 | Q     |
| 2    | 3       | Nigeria        | James Godday, Musa Audu, Saul Weigopwa, Enefiok Udo-Obong                | 3:01.60 | Q, SB |
| 3    | 2       | Bahamas        | Andrae Williams, Dennis Darling, Nathaniel McKinney, Chris Brown         | 3:01.74 | Q, SB |
| 4    | 5       | Russie         | Aleksandr Larin, Andrey Rudnitskiy, Oleg Mishukov, Ruslan Mashchenko     | 3:03.35 |       |
| 5    | 8       | Pologne        | Piotr Rysiukiewicz, Piotr Klimczak, Marcin Marciniszyn, Marek Plawgo     | 3:03.69 |       |
| 6    | 4       | Ukraine        | Volodymyr Demchenko, Yevgeniy Zyukov, Myhaylo Knysh, Andriy Tverdostup   | 3:04.01 |       |
| 7    | 7       | Espagne        | Eduardo Iván Rodríguez, David Canal, Luis Flores, Antonio Manuel Reina   | 3:05.03 | SB    |
|      | 1       | Afrique du Sud | Marcus La Grange, Hendrick Mokganyetsi, Ockert Cilliers, Arnaud Malherbe | DNF     |       |

## Légende
Records et Performances
- AR : Record continental (area record)
- CR : Record des championnats (championship record)
- MR : Record du meeting (meet record)
- NR : Record national (national record)
- OR : Record olympique (olympic record)
- PR : Record paralympique (paralympic record)
- PB : Record personnel (personal best)
- SB : Meilleure performance personnelle de la saison (season's best)
- WL : Meilleure performance mondiale de l'année (world leader)
- WJR : Record du monde junior (world junior record)
- WR : Record du monde (world record)

Circonstances et Conditions
- DNF : N'a pas terminé (did not finish)
- DNS : N'a pas pris le départ (did not start)
- DQ : Disqualification (disqualification)
- NM : Aucun essai valable enregistré (No Mark)
- Q : Qualifié « directement » au prochain tour (ou à la prochaine compétition), lors d'une compétition majeure, grâce au classement ou à la réalisation des minima (automatic qualifier)
- q : Qualifié au prochain tour (ou à la prochaine compétition), lors d'une compétition majeure, grâce au repêchage ou à la réalisation de l'une des meilleures performances parmi celles des « non qualifiés directement » (grâce au meilleur temps ou à la meilleure distance par exemple) (secondary qualifier)